# Otto Sibum
Heinz Otto Sibum (* 29. März 1956) ist ein deutscher Wissenschaftshistoriker und Hochschullehrer an der Universität Uppsala.

## Leben
Sibum dissertierte 1989 an der Carl von Ossietzky Universität Oldenburg und habilitierte 2001 an der TU Braunschweig.
Von 1991 bis 1995 war als Research Associate am Department of History and Philosophy of Science an der University of Cambridge. Von 1998 bis 2007 war er Forschungsdirektor am Max-Planck-Institut für Wissenschaftsgeschichte. in Berlin. 2007 übernahm er die Hans Rausing-Professur an der Uppsala universitet.
2008 war er an der École des hautes études en sciences sociales in Paris und 2010 am Si-Mian Center for Advanced Studies in the Humanities an der East China Normal University in Shanghai tätig.

## Schriften (Auswahl)
- 1987: Das fünfte Element. Wirkungen und Deutungen der Elektrizität.
- 1990: Physik aus ihrer Geschichte verstehen.
- Les gestes de la messure. Joule, les practique de la brasserie et la science. In: Annales: Histoire, Science Sociale 4–5 (1998), Cambridge University Press; p. 745–774.